# Rivamonte Agordino
Rivamonte Agordino – miejscowość i gmina we Włoszech, w regionie Wenecja Euganejska, w prowincji Belluno.
Według danych na styczeń 2009 gminę zamieszkiwało 679 osób przy gęstości zaludnienia 29,3 os./1 km².